# Francisco Castro y Orozco
Francisco de Paula Castro y Orozco, i marqués de Gerona, i vizconde de Castro y Orozco (Granada, 21 de abril de 1809 - Madrid, 4 de mayo de 1847), fue un jurista y político español. 

## Biografía
Licenciado en Derecho por la Universidad de Granada, fue profesor en la misma universidad. Durante la la regencia de María Cristina en nombre de Isabel II fue ministro de Gracia y Justicia en 1837. Partidario de la madre de la reina, fue apartado cuando Espartero asumió la regencia y no regresó a la actividad pública hasta 1844 cuando fue elegido diputado al Congreso, ocupando la presidencia de la Cámara en tres períodos hasta 1847. También fue magistrado del Tribunal Supremo de Guerra y Marina.
Poco antes de morir había sido designado embajador ante la Santa Sede, aunque no pudo tomar posesión. Asimismo, a finales de 1846 la reina le concedió el título de marqués de Gerona. 
Falleció repentinamente el 4 de mayo de 1847, a la edad de 38 años. Su cuerpo fue velado en el Palacio de las Cortes y a su funeral se convocó a todo tipo de autoridades, teniendo este un carácter similar a un funeral de Estado.